# روغن‌ماهی خاکستری
روغن‌ماهی خاکستری (نام علمی: Gadus macrocephalus) نام یک گونه از تیره روغن‌ماهیان است.

## نگارخانه

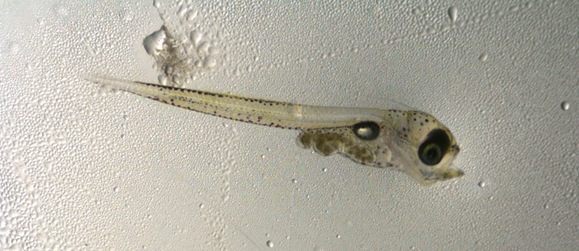
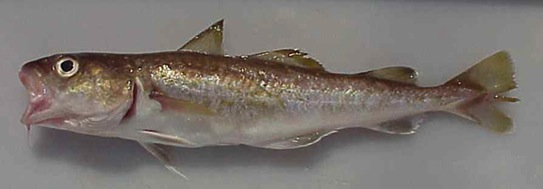